# Потин (евнух)
Поти́н, или Пофи́н (др.-греч. Ποθεινός; начало I века до н. э. — 48 или 47 год до н. э., Александрия, Египет) — евнух, воспитатель египетского царя Птолемея XIII, регент и фактический правитель Египта в период его царствования. Известен как противник Клеопатры VII и Гая Юлия Цезаря, а также один из инициаторов убийства Гнея Помпея Великого.

## Биография

### Потин — опекун царя

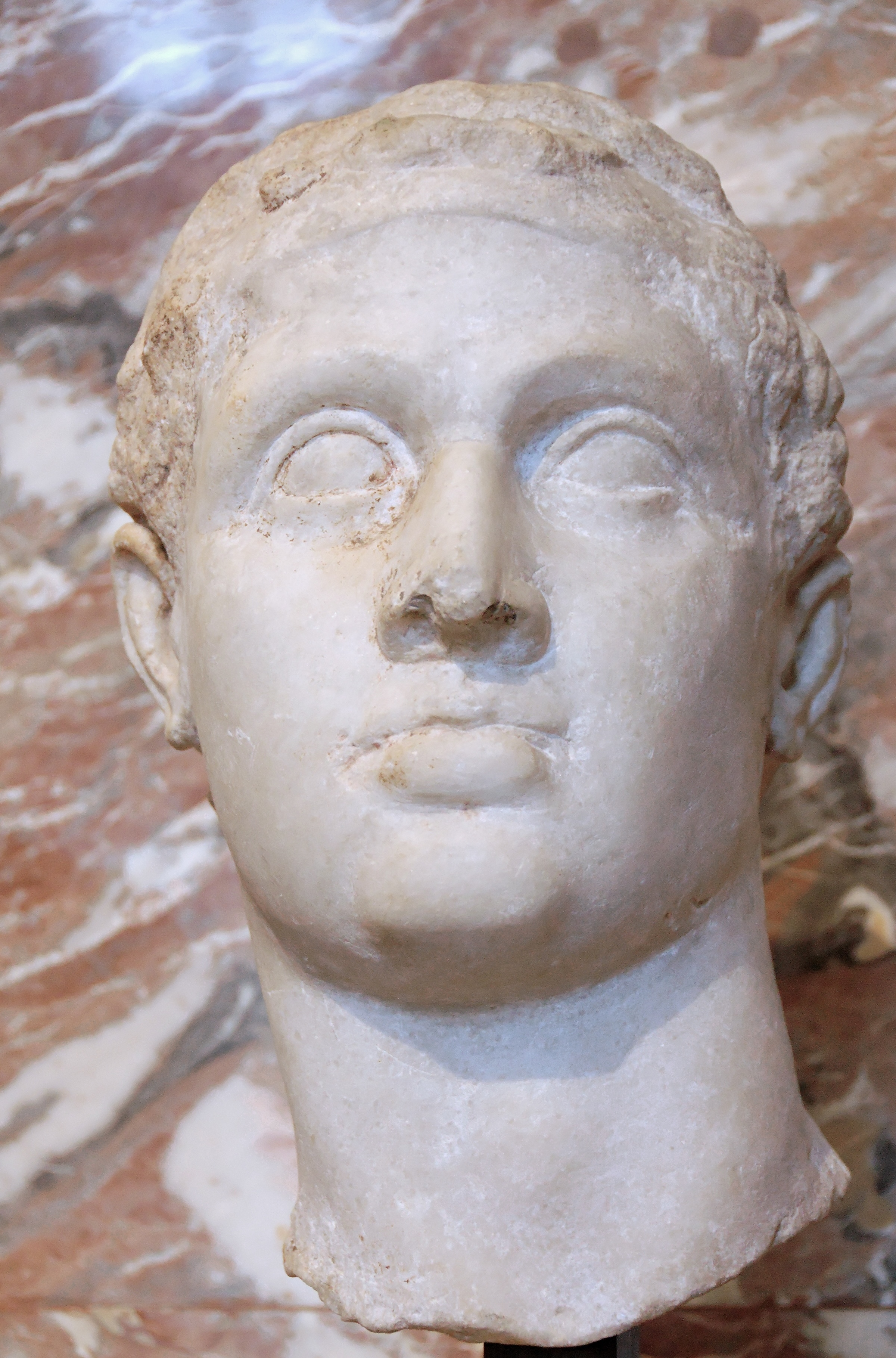
Птолемей XII Неос Дионис, чья смерть открыла Потину путь к власти

Сведений о жизни Потина до 40-х годов до н. э. практически не сохранилось. Известно, что евнуху было поручено заботиться о малолетнем сыне фараона Птолемея XII Авлета, будущем Птолемее XIII. В 51 году до н. э. Авлет умер. Его преемниками, согласно завещанию самого царя, стали десятилетний Птолемей и — в качестве его соправительницы — дочь покойного царя, Клеопатра VII, которая была вдвое старше брата. Клеопатра и Птолемей правили Египтом лишь формально — на деле страной руководил Потин, возглавлявший правительство и казну и, по выражению Диона Кассия, управлявший царским имуществом. Наряду с полководцем-египтянином Ахиллой, он был одним из советников несовершеннолетнего Птолемея XIII, руководивших его действиями. «Птолемею было тогда ещё только около тринадцати лет, — пишет по этому поводу Аппиан. — Он находился под опекой Ахиллы, который командовал войсками, и евнуха Потина, который ведал финансами». Третьим советником царя был учитель риторики Теодот из Хиоса. По сути, втроём эти люди составляли правительство страны.
Основной задачей Потина на том этапе, пишет Герман Бенгтсон, являлось «ублажение римлян, выколачивавших из Египта огромные доходы». Правительство, возглавляемое евнухом, было беспомощным, а положение в стране — неутешительным. Так, например, власти приказали под страхом смерти доставлять всё зерно и бобовые из Среднего Египта в Александрию, опасаясь, что в городе могут подняться голодные бунты.
В отличие от Птолемея, всецело находившегося во власти советников, его сестра Клеопатра имела собственную точку зрения касательно управления государством, не совпадавшую с планами Потина, Ахиллы и других. Задавшиеся целью любой ценой не допустить единоличного правления Клеопатры, советники юного царя вступили в тайный сговор и решили организовать переворот. По мнению историка Джоан Флетчер, обстановка в стране на тот момент была крайне благоприятной для осуществления этого замысла — Клеопатра, вероятно, находилась на юге Египта, на открытии храма в Дендере. Осуществить задуманное удалось — сместив и изгнав из страны Клеопатру, к лету 49 года до н. э. Потин и другие приближённые Птолемея провозгласили его единовластным правителем. Сам Потин стал министром финансов (казначеем). Джоан Флетчер предполагает, что он сам назначил себя на этот пост, «чтобы запустить руку в египетскую казну». Изгнанная из страны Клеопатра тем временем стала собирать свою армию за пределами Египта.

### Убийство Помпея и прибытие Цезаря
…Первый он мудро сказал про заслуги Помпея, про верность

И про священный союз, заключённый с усопшим монархом.

Но, искушён советовать злым, сердцеведец тираннов,

Дерзкий решился Потин обречь Великого смерти…

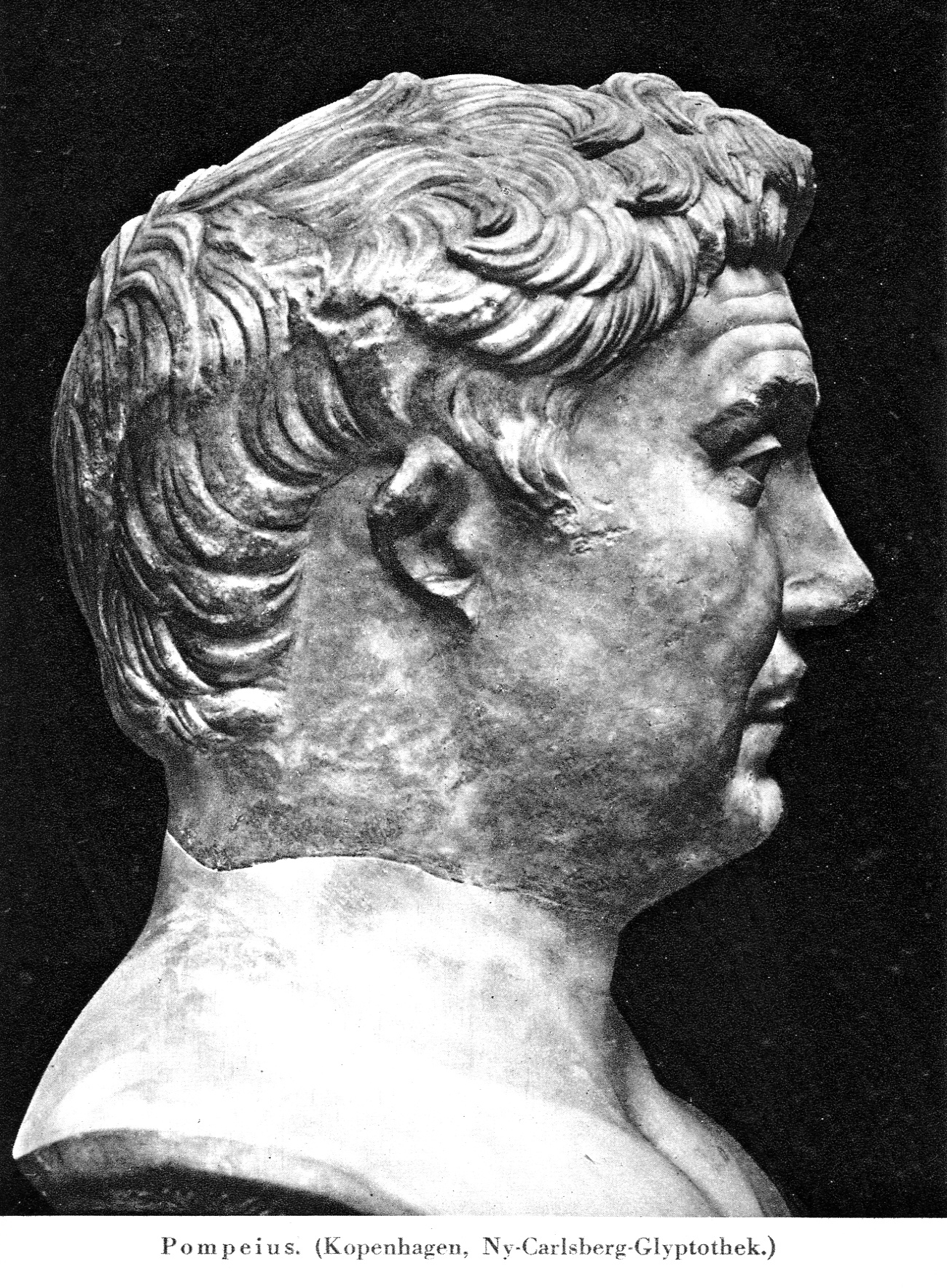
Гней Помпей Великий (иллюстрация из книги Теодора Моммзена «Римская история»)

Потерпев сокрушительное поражение в битве при Фарсале, Гней Помпей Великий был вынужден спасаться бегством. Ненадолго остановившись на Лесбосе, вскоре он продолжил путь и принял решение отправляться в Египет, рассчитывая на поддержку юного царя, отцу которого, покойному Птолемею XII Авлету, Помпей когда-то помог удержать за собой трон. Когда он узнал, что Птолемей XIII с войском стоит у Пелузия, то отправился туда, предварительно выслав к нему послов. Принесённое послами известие поставило советников царя в непростое положение.
«Потин, управлявший всеми делами, собрал совет самых влиятельных людей (их влияние зависело только от его произвола), и велел каждому высказать своё мнение», — сообщает Плутарх. Советники Птолемея знали о погоне Цезаря за Помпеем и, обсудив ситуацию, решили, что убийство последнего поможет им угодить его противнику и снискать расположение Цезаря. Инициатором такого исхода событий выступил учитель риторики Теодот. «Мертвец не кусается», — пришли к выводу советники царя. Немаловажную роль сыграли и опасения, что Помпей может принять сторону Клеопатры в междоусобном конфликте. Непосредственным убийцей стал бывший центурион Помпея Септимий. Однако, вопреки ожиданиям Потина и его соратников, реакция Цезаря была отнюдь не радостной: увидев отрубленную голову Помпея, которую ему поднесли по прибытии в Александрию, полководец отвернулся и даже прослезился. Это обеспокоило как Теодота, собственно поднёсшего ему голову, так и Потина, наблюдавшего за происходящим с берега.
Потин присутствовал при встрече Цезаря с Птолемеем XIII. Он вёл себя довольно дерзко по отношению к римлянину: когда Цезарь напомнил Птолемею о том, что Египет должен Риму шесть тысяч талантов, евнух на правах казначея вмешался в разговор и посоветовал полководцу заняться другими великими делами. Цезарь оставил этот шаг без должного внимания, заметив, что «меньше всего нуждается в египетских советниках». Желая скорейшего отъезда римлянина, Потин дал ему обещание отослать деньги в Рим, но тот решил остаться в Александрии и самостоятельно дождаться получения денег.

### Интриги против Цезаря и смерть
Потина возмущало то, что Цезарь пытался ограничить его закулисную деятельность. Видя в полководце своего естественного противника, евнух задался целью выдворить того за пределы Египта. Для этого он упорно настраивал население страны и в первую очередь египетское войско против римского диктатора. «Он, прежде всего, начал жаловаться среди своих приверженцев, что царя вызывают на суд для защиты своего дела», — пишет сам Цезарь. Так, он нарочно приказал подавать солдатам еду на самой плохой посуде, намекая на то, что все золотые и серебряные тарелки были украдены Цезарем. Потин агитировал александрийцев и против ставленницы Цезаря Клеопатры, не желая её возвращения в столицу. Дион Кассий писал, будто евнух «подстрекал египтян, ибо жил в постоянном страхе, что его привлекут к ответственности».
После того как Цезарь объявил Птолемея XIII и Клеопатру соправителями Египта, египетская общественность успокоилась, однако Потин по-прежнему оставался недоволен. Считается, что он предпринимал неудачную попытку отравления Цезаря — впрочем, Бенгтсон считает это легендой, предполагая, что Цезарь, хорошо знавший о негативном отношении Потина к нему, соблюдал необходимую осторожность.
…Видя, что гавань теперь доступна его подкрепленьям,

Больше не стал откладывать он по заслугам Потина

Смертную казнь; но не так, как бы должно было по гневу,

Не на кресте иль в огне, не под зубом звериным тот умер:

О, преступленье! Глава под мечом неискусным упала:

Смертью Помпея погиб!…
Потин боялся, что Цезарю удастся примирить Клеопатру и Птолемея, — после этого евнух рисковал потерять влияние на юного царя, а значит, и власть. Однажды в разговоре с Потином Цезарь высказал предложение, чтобы брат и сестра распустили свои войска и явились к нему для мирных переговоров. Неохотно согласившись, Потин решил двинуть против Цезаря царское войско, которое стояло у Касийского мыса, на берегу Сирбонийского озера. Эту задачу он поручил своему ближайшему соратнику Ахилле. Узнав об этом, Цезарь приказал казнить Потина. Комментируя это своё решение, полководец в своих «Записках о Гражданской войне» оставил воспоминание, будто евнух «посылал к Ахилле гонцов и ободрял его продолжить начатое дело и не падать духом, но эти посредники были выданы и арестованы». По другой версии, поводом для распоряжения о казни Потина стало иное событие: получив приказ убить Цезаря и Клеопатру, сообщники евнуха уже подобрались к ним и едва не осуществили задуманное, но побоялись подвергнуть опасности находившегося рядом с ними Птолемея XIII и отложили убийство на следующий день. Совещание заговорщиков подслушал раб Цезаря, цирюльник, немедленно сообщивший об услышанном своему хозяину. Есть сведения, что на казни Потина настаивала Клеопатра, говорившая на этот счёт с Цезарем. Так или иначе, в результате Потину отрубили голову. Джоан Флетчер считает, что в возникшей после этого суматохе Ахилла сумел своевременно бежать из дворца к войску и в дальнейшем развязать военные действия против Цезаря, тогда как польский исследователь Александр Кравчук уверен — Ахилла вообще не появлялся во дворце и поддерживал связь с Потином исключительно через послов, когда война между Ахиллой и Цезарем была в самом разгаре. По мнению Кравчука, кроме прочего, Цезарь мог убить Потина из опасений, что тот выкрадет юного Птолемея.
С точки зрения Цезаря, именно казнь Потина стала событием, положившим начало Александрийской войне, в результате которой правительницей Египта стала Клеопатра.
Впоследствии, во время второго триумфа Цезаря, прошедшего в Риме по случаю победы над Египтом, толпа приветствовала полотна с изображением расправы над убийцами Помпея, Потином и Ахиллой, громкими возгласами.

## Отражение в культуре
Потин является одним из персонажей поэмы римского поэта Марка Аннея Лукана «Фарсалия», созданной спустя сто лет после событий Гражданской войны. По предположению Александра Кравчука, Лукан, воспроизводя слова Потина, основывался на достоверных источниках. Потин стал персонажем трагедии Пьера Корнеля «Смерть Помпея» (1643).
В известной пьесе Джорджа Бернарда Шоу «Цезарь и Клеопатра» (1898) Потин описывается так: «Крепкий мужчина, примерно лет пятидесяти, евнух; пылкий, энергичный, находчивый, умом и характером не отличается, нетерпелив и не умеет владеть собой; у него пушистые волосы, похожие на мех».
Образ Потина зачастую использовался в кинофильмах о Клеопатре. Его роль исполняли такие актёры, как Леонард Муди («Клеопатра», 1934), Фрэнсис Лофтус Салливан («Цезарь и Клеопатра», 1945), Грегуар Аслан («Клеопатра», 1963), Джон Ринхэм («Клеопатры», 1983), Джеймс Саксон («Клеопатра», 1999), Тони Гайлфойл (телесериал «Рим», 2005) и другие.
Герой Потина присутствует, как один из антагонистов в компьютерной игре компании Ubisoft 2017 года «Assassin’s Creed: Истоки».